# Vara de Quart

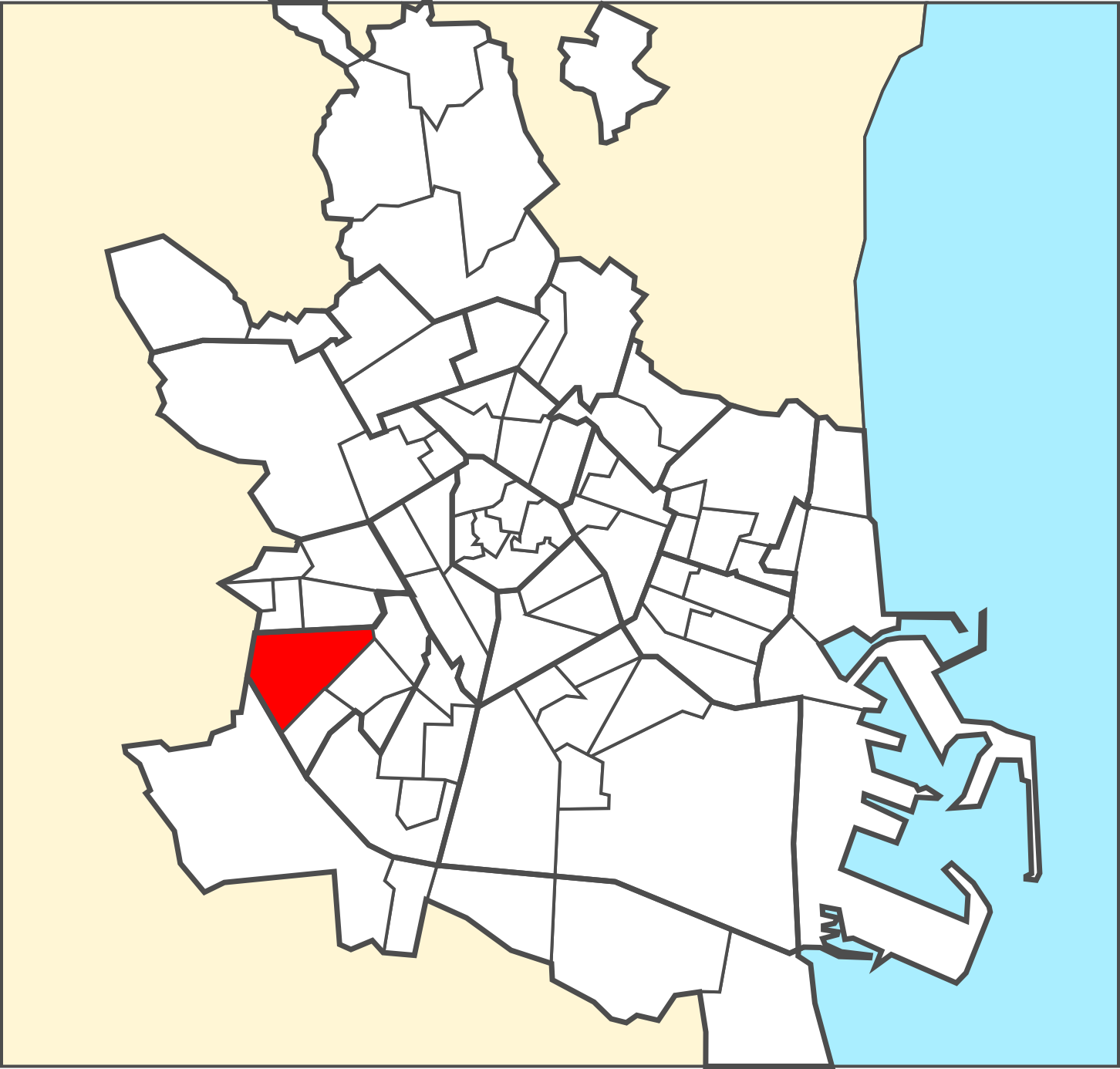
Situación del barrio de Vara de Quart en el municipio de Valencia.

Vara de Quart es un barrio de la ciudad de Valencia (España), perteneciente al distrito de Patraix. Está situado al suroeste de la ciudad y limita al norte con La Fuensanta y Tres Forques, al este con Patraix y Safranar, al sur con San Isidro y al oeste con Faitanar y el municipio de Chirivella. Su población en 2022 era de 10.123 habitantes.